# 骨贅
骨贅（英語：osteophytes，由字根：osteo- 「骨」和 -phyte「增生」組成），俗稱骨刺（英語：bony spur），是沿著關節邊緣形成的外生骨贅（骨化突出）。勿與著骨點增生（英語：enthesophyte，由字根：entheso- 「著骨點」和 -phyte「增生」組成）混淆，它是著骨點（在肌腱或韌帶附著於骨頭處）的骨骼增生突出。儘管有許多差異，骨贅與外生骨贅兩者並不一定能明確地區別。典型的骨贅是生長在關節（關節囊）內。這種發生骨質增生的關節病變，通常出現在年長者身上。骨贅通常位於關節兩端，或是活動度較大的脊柱骨邊緣。

## 病因

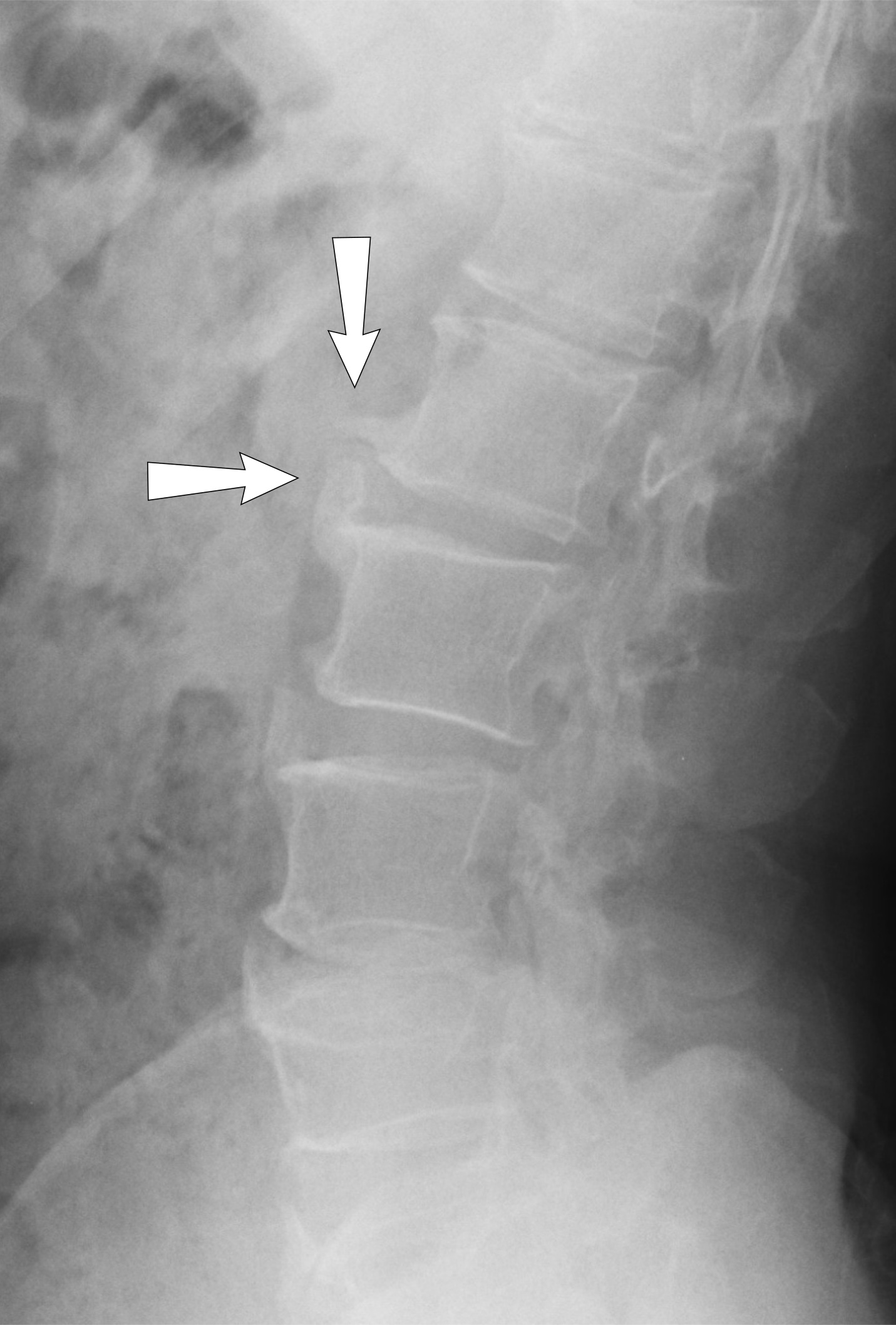
X 光檢查顯示脊椎關節退化而出現的腰椎骨贅。

骨贅的形成與老化、退化、機械不穩定性和疾病（例如：廣泛性特發骨質增生症）等過程造成後續的骨骼增生有關。通常受骨關節炎影響的關節，在關節受傷和磨損後，刺激骨膜引起發炎，破壞骨骼的生長平衡，使骨骼過度生長，形成骨刺。受機械性損傷的關節，會再鈣化和形成新骨。
隨著年齡增長，脊椎及關節構造也會著之退化，當骨頭與軟組織接壤的地方因長期承受壓力、拉力、損傷，造成關節間或脊椎間的軟骨漸漸失去水分與彈性，使骨骼出現退化性病變，這些改變導致骨質增生，而形成骨刺。另外，反覆活動或不當運動，也常會使關節部位的骨骼及軟組織過度磨損，進而形成骨刺。

## 病理生理學
關節表面受損增加造成骨贅形成，關節炎是關節表面受損的最常見病因。骨贅通常會造成關節活動受限，並引起疼痛。
隨著年齡的增長，背部的脊椎會自然形成骨贅，這是脊椎退化的醫學徵象。在這些患者，骨贅通常不是背痛的原因，而是潛在問題的徵兆。然而，脊椎上突出的骨贅可能壓迫要離開脊椎並將通往身體其它部位的神經。神經壓迫會使它所支配的皮節出現異常，造成上肢和下肢的疼痛，手或腳的麻木或刺痛的感覺。
手指或腳趾上的骨贅被稱為希伯登氏結節（出現在遠端指間關節）或布夏氏結節（出現在近端指間關節）。

## 預防
雖然，根據可能的學理，建議活動或姿勢可以調整，或是某種營養品可能有助於修復。但依實證醫學的精神，這些說法都缺乏可信且一致、計設及執行完善的隨機對照試驗證實其療效。一篇 2019 年發表的世代研究指出，因神經壓迫而進行頸椎手術的患者，在術後建議使用限制活動的護具，是否使用護具，並無法有效減少術後頸椎相鄰節間的退化或骨刺發生。

## 治療
無症狀的骨刺是不需要治療的。非類固醇抗炎藥和手術是兩類較常被選擇的標準治療選項。
以脊椎發生的骨刺為例，它的產生是身體因應退化而產生的自然反應。隨著年齡增加，每個人或多或少身體都會自己形成骨刺，X 光發現骨刺，如果沒有壓迫神經，不一定需要治療。只有骨刺壓迫神經，引起其他症狀時，才需接受進一步治療。

### 藥物
如果症狀並不嚴重，可以使用止痛藥、非類固醇抗發炎藥、鎮靜劑或肌肉鬆弛劑，減輕疼痛，緩解症狀。

### 復健
復健治療包括各種熱療，如：熱敷、超音波、電刺激，及脊椎牽引術等方法。熱療可以增加局部組織血液循環，改善肌肉缺血現象；電刺激與超音波，算是深層熱療，可以促進較深部組織的血液循環；脊椎牽引則有助於拉開神經孔、增加局部血流並減少脊椎關節的負擔。

### 手術
當藥物或復健治療 3 個月以上，症狀仍未有效改善時，可能需考慮進行手術治療。
初期可以進行後減壓手術，將壓迫神經的骨刺移除，這些手術包括椎板切除術、椎間盤切除術及椎體切除術；中期可接受脊椎內固定手術，以內固定器固定脊椎骨，再加上自體骨移植，使椎骨融合；此外，椎體護架可同時達到神經減壓及脊椎矯正的效果。對於長期退化的脊椎，在作手術修復時，可重整變形的脊椎，降低病變處的負荷；若是關節已完全破壞，須施行人工關節置換術，以恢復關節的功能。

## 外部連結
- Mayo Clinic website （页面存档备份，存于） concise information on bone spurs